# La tierra baldía
La tierra baldía (1922; en inglés, The Waste Land), obra cumbre de T. S. Eliot, es uno de los poemas más importantes de la literatura inglesa del siglo XX. Consta de 434 versos, el primero de los cuales es citado en numerosas ocasiones: «Abril es el mes más cruel» (April is the cruellest month).
El poema, sin las notas del autor, apareció por primera vez en el Reino Unido en el primer número (octubre 1922) de The Criterion, revista de literatura que Eliot publicará hasta enero de 1939. Luego, el poema fue publicado por primera vez en los Estados Unidos en la revista The Dial (Vol. 73, noviembre 1922), después de una álgida negociación.
En libro, la edición príncipe de The Waste Land fue editada en la ciudad de Nueva York, en el mes de diciembre de 1922, por el editor Horace Liveright, a través de la editorial Boni and Liveright, edición que contenía sus conocidas notas al final del volumen. En septiembre de 1923, la Hogarth Press, casa de ediciones bibliófilas, a cargo de Leonard y Virginia Woolf, publicó la primera edición británica del poema, con un tiraje aproximado de 450 ejemplares.

## Contenido

### Título
Eliot originalmente consideró titular el poema He Do the Police in Different Voices, y en los manuscritos originales las dos primeras secciones aparecen bajo este título. Esta frase viene de la novela Nuestro común amigo de Charles Dickens, en la que la viuda Betty Higden dice de su hijo adoptivo recién nacido Sloppy: "Puede que no lo pienses, pero Sloppy es un hermoso lector de periódico. Él hace de policía con distintas voces." Al final, el título que eligió Eliot fue La tierra baldía. En su primera nota al poema, atribuye el título al libro de Jessie Weston sobre la leyenda del Grial, From Ritual to Romance.

### Estructura
La tierra baldía se divide en cinco secciones:
- The Burial of the Dead (El entierro de los muertos)
- A Game of Chess (Una partida de ajedrez)
- The Fire Sermon (El sermón del fuego)
- Death by Water (Muerte por agua)
- What the Thunder Said (Lo que dijo el trueno)

#### Epígrafe y dedicatoria
El poema aparece encabezado por un epígrafe en latín y griego antiguo del capítulo 48 de El Satiricón de Petronio:
Nam Sibyllam quidem Cumis ego ipse oculis meis vidi in ampulla
pendere, et cum illi pueri dicerent: Σίβυλλα τί θέλεις; respondebat illa:
άποθανεῖν θέλω.
Con mis propios ojos vi a la Sibila de Cumas colgada en una botella y,
cuando los asistentes le preguntaron qué quería, ella respondió: "Quiero morir".
En un principio, Eliot pretendía que el epígrafe fuera una pequeña sección de El corazón de las tinieblas de Joseph Conrad que describiese la muerte del personaje Kurtz. Pound sugirió que se cambiara porque sentía que Conrad no tenía "suficiente peso", aunque no está claro si se refería al autor o a la cita en sí.
Después del epígrafe hay una dedicatoria (añadida en una reedición de 1925) que dice: "Para Ezra Pound: il miglior fabbro" ("el mejor artesano"). Aquí Eliot cita tanto el Canto XXVI del Purgatorio de Dante, donde Dante le hace el mismo cumplido al trovador Arnaut Daniel, como The Spirit of Romance (1910) de Pound, que contiene un capítulo con ese título y que cita esa sección del Purgatorio. Esta dedicatoria fue escrita originalmente a mano por Eliot en la edición de Boni & Liveright de 1922 del poema presentado a Pound; se incluyó en ediciones posteriores.

## Traducciones al español
- La tierra baldía. Traducción, estudio preliminar y versión métrica de Avantos Swan. Prólogo del barón de Hakeldama. Madrid: Editorial Swan, 1985. 147 pp. (Colección El Compás de Oro; 7). ISBN 978-84-855-9533-4
- La tierra baldía. Edición bilingüe. Edición, introducción y notas de Viorica Patea. Traducción de José Luis Palomares. Madrid: Ediciones Cátedra, 2005. 336 pp. (Colección Letras Universales; 381). ISBN 978-84-376-2257-6
- La tierra baldía y otros poemas. Prólogo ("T. S. Eliot: poeta de entreguerras"), traducción y notas de Harold Alvarado Tenorio. Bogotá: Arquitrave Editores, 2005.
- Tierra yerma y Notas a Tierra yerma. Traducción y nota introductoria de Manuel Núñez Nava. México, D. F.: Universidad Nacional Autónoma de México - Coordinación de Difusión Cultural - Dirección de Literatura, 2008. (Colección Material de Lectura – Serie Poesía Moderna; 18).
- The Waste Land / La tierra agostada. Edición bilingüe. Edición, traducción y prólogo de Ricardo Silva-Santisteban. Lima: edición privada de 300 ejemplares fuera de comercio, noviembre de 2010. 132 pp. [Contiene: versión del poema tal como se editó en octubre de 1922 y su traducción al español, las notas del autor a su texto, y la reconstrucción del primer estado del poema antes de que Ezra Pound propusiera sus correcciones en enero de 1922 y de que Eliot diera su revisión final al texto].
- La tierra baldía. Edición bilingüe. Edición, traducción, prólogo ("Eliot o el espejo roto de la modernidad") y notas por Roque Puel de Cristo. Lima: Biblioteca Abraham Valdelomar - Lustra Editores, 2012, 74 pp. (Serie Río Babel; 1). ISBN 978-612-46070-9-7.
- The Waste Land/La tierra baldía, T. S. Eliot, ed. bilingüe, traducción de Gabriel Bernal Granados, estudio preliminar de Víctor Manuel Mendiola, México, Ediciones El Tucán de Virginia, 2017. Ilustraciones de Emiliano Gironella, 2 tt. Contiene los ensayos de Guillermo Fadanelli, Armando González Torres y Edward Hirsch y las primeras opiniones críticas de Virginia Woolf, Conrad Aiken y The Times Literary Supplement.
- La tierra baldía. Edición bilingüe. Traducción de Juan Carlos Villavicencio y Braulio Fernández. Ensayo y notas de Braulio Fernández. Descontexto Editores (enlace roto disponible en Internet Archive; véase el historial, la primera versión y la última)., Santiago de Chile. ISBN 978-956-9438-14-1.
- La tierra baldía. Edición bilingüe. Traducción de Luis Sanz Irles. Prólogo de Ernesto Fernández Busto y epílogo de José Antonio Montano. Grupo editorial Olé Libros, España (2020). http://www.olelibros.com ISBN 978-84-18208-42-3.